# Catherine Démier
Catherine Démier, née le 11 septembre 1957 à Maisons-Laffitte dans les Yvelines, est une haute-fonctionnaire française. 

## Carrière dans l'administration
Après une maîtrise d'histoire et une licence en droit, elle intègre l'École nationale d'administration, promotion Condorcet. En 1997, elle devient directrice au Centre national de la cinématographie puis conseillère pour le cinéma et l'audiovisuel auprès de la ministre de la Culture et de la Communication en 2000. Dès septembre 2004 elle obtient le poste de secrétaire générale de la Cour des comptes et ce jusqu'à ce qu'elle soit nommée un an plus tard à la direction du festival de Cannes. Elle est également membre et trésorière du Conseil d'administration du théâtre de la Ville à Paris et du Festival d'Aix-en-Provence.
Le 13 juillet 2021, le Conseil des ministres la nomme présidente de chambre à la Cour des comptes, à compter du 15 juillet 2021.

## Festival du film de Cannes
Partant du principe que la manifestation cannoise était à l'origine un projet politique, elle dit avoir l'impression de servir son pays aussi bien à la tête du Festival international du film qu'à celle de la Cour des comptes.

## Décorations
- Officier de l'ordre national du Mérite
- Officier de l'ordre des Arts et des Lettres